# 464
464（四百六十四、よんひゃくろくじゅうよん）は自然数、また整数において、463の次で465の前の数である。

## 性質
- 464は合成数であり、約数は1, 2, 4, 8, 16, 29, 58, 116, 232, 464である。
  - 約数の和は930。
  - 112番目の過剰数である。1つ前は462、次は468。
- 56番目の回文数である。1つ前は454、次は474。
  - 一桁の数を除くと46番目の回文数である。
- 10番目の原始擬似完全数である。1つ前は368、次は490。
- 4642 + 1 = 215297 であり、n2 + 1 の形で素数を生む65番目の数である。1つ前は444、次は466。(オンライン整数列大辞典の数列 A005574)
- 464 = 82 + 202
  - 異なる2つの平方数の和で表せる140番目の数である。1つ前は461、次は466。(オンライン整数列大辞典の数列 A004431)
- 464 = 82 + 122 + 162
  - 3つの平方数の和1通りで表せる104番目の数である。1つ前は460、次は480。(オンライン整数列大辞典の数列 A025321)
  - 異なる3つの平方数の和1通りで表せる118番目の数である。1つ前は460、次は466。(オンライン整数列大辞典の数列 A025339)
- n = 4 のときの n と n3 を並べてできる数である。1つ前は327、次は5125。(オンライン整数列大辞典の数列 A061086)
- 464 = 24 × 29
  - p4 × q の形で表せる11番目の数である。1つ前は405、次は496。(オンライン整数列大辞典の数列 A178739)
- 約数の和が464になる数は1個ある。(463) 約数の和1個で表せる89番目の数である。1つ前は462、次は465。
- 各位の和が14になる32番目の数である。1つ前は455、次は473。

## その他 464 に関連すること
- Amstrad CPC 464
- FS E.464機関車
- 464XLAT
- 464 × 10−2 = 4.64 は {\displaystyle {\sqrt[{3}]{100}}} の近似値である。(オンライン整数列大辞典の数列 A010670)